# Гойловы
Гойловы, Гойлавы (рум. Goilav, Goilov, арм. Կոյլովյան, Койлавян, Гойлавян) — румынские помещики, бояре, российский дворянский род армянского происхождения из города Ани, Великой Армении.
Гойловы — одна из самых древних армянских семей из Ботошань, впервые упоминается во времена воеводы Александра чел Бун в начале XV века. Начав с аренды земель, Гойловы проделали путь до крупнейших аграриев Молдовы и Румынии, превратив свое дело в многомиллионный бизнес и внеся решающий вклад в обретение Румынией статуса «Амбар Европы» в межвоенный период. К началу XX века, во время Первой мировой войны, агробизнес Гойловых снабжал провиантом британскую и румынскую армии, ежегодно отгружая на фронт эшелоны с пшеницей, ячменем и кукурузой. Глава семьи Жан Гойлов сделал агрикультуру символом Румынии, а свою семью миллионерами не только румынского, но и европейского масштаба. К 1916 году на Гойловых работало 1500 человек, а во владении помещиков были тысячи гектар полей, садов и виноградников, сотни голов крупного рогатого скота и свиней, имения и усадьбы в Румынии и Бессарабии.
В ходе аграрной реформы в 1923 году имущество Гойловых большей частью было экспроприировано. Вскоре Гойловы потеряли все международные контракты, а бизнес пришел в упадок. С приходом коммунистов в 1945 году их владения были окончательно разделены, а роскошный дом с бальным залом в селе Рынгилешть разрушен до основания. История Гойловых — крупнейших помещиков XIX—XX века — подошла к концу, члены семьи были вынуждены бросить свои дома, переехать или бежать заграницу.

## Происхождение и история рода
В 1804 году господарь Молдавского Княжества Александр Мурузи жаловал Давиду Гойлову звание боярина в чине ключника. Давид Гойлов поселился в селе Бравича в 1812 году, был женат на Марии Попович, владел землёй, там же и умер.

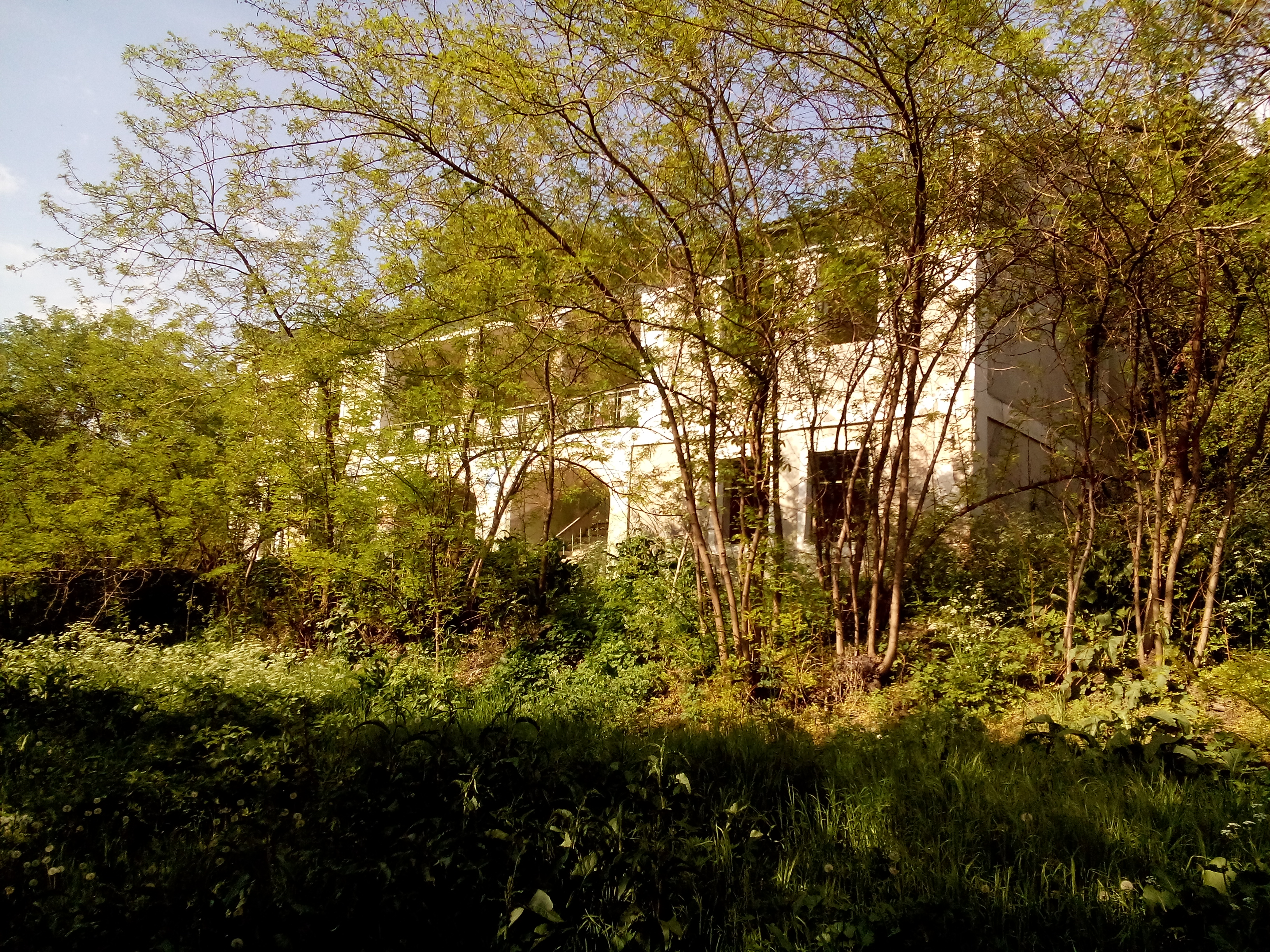
Особняк Дино Руссо, приобретенный Иваном Гойловым, 2017 год

В Бессарабию Гойловы прибыли в свите Манук Бея Мирзояна. Сын Давида Гойлова и Марии Попович — Лука Давидович Гойлов (р. 15 августа 1779) был в чине служером, крещён в армяно-григорианской церкви Святой Троицы города Ботошани, был женат на Марии Хеул и проживал в селе Цибирика. Владел землями и виноградниками в селе Пэулешть.

### Ветвь Ивана Лукича Гойлова
Иван Лукич Гойлов (1822 — 28 марта 1886) — подданный Российской Империи с 1850 года, также жил вместе с женой Марией Караймли в селе Пэулешть, где со временем приобрёл всё имение и особняк Дино Руссо. Иван Лукич остался в памяти села как ктитор деревянной церкви Святого Николая, построенной в 1886 году на подаренной им земле. В 1881 году также проживал в Кишинёве, на улицах Губернская и Киевская, где он приобрел недвижимость. Умер в 1886 году и погребен в родном селе. Могила Ивана Лукича, церковь и особняк сохранились по сей день и относятся к памятникам, охраняемым государством.
Мария Гойлова (Караймлы) (уб. 25 августа 1888 года) — жена Ивана Лукича Гойлова, была убита вместе со своей сестрой Терезой Караймли в собственном имении. Женщины были зарублены топором ночью и найдены без зубов и пальцев, на которых были кольца. Убийцей оказался садовый сторож в одном из владений Гойловых, которых было немалое количество в Одессе, Кишиневе и других местах. При нём был обнаружен окровавленный топор, золотые часы, приобретенные Иваном Лукичом в Вене и другие ценности. Убийца Никифор Грисюк признал вину и был приговорён к 20 годам тюрьмы. Мария Гойлова и Тереза Караймли погреблены во дворе церкви в селе Пэулешть.
- Лука Иванович Гойлов (1853 — 23 октября 1907) — сын Ивана Гойлова и Марии Караймли. Окончил Императорский Московский университет в 1874 году, в 1891 владел землями в сёлах Пэулешть, Цибирика и Ходжинешть. Также владел винными подвалами в Киеве, Виннице, Бердичеве, Черкассах и Белой Церкви[14]. Лука Иванович умер в родном селе Пэулешть в 1907 году и погреблен в семейном склепе рядом с родителями. Оставил после себя двух сыновей — Константина и Георгия (Егора)[11].
  - Георгий Лукич Гойлов
    - Штефан Георгиевич Гойлов — сын Георгия (Егора) Лукича Гойлова, владелец села Старая Сарата в 1908 году[15].
    - Константин Георгиевич Гойлов — сын Георгия (Егора) Лукича Гойлова, проживающий в Кишиневе по адресу ул. Подольская 75, управляющий делами села Старая Сарата после смерти своего отца в 1915 году[16].
- Эммануил Иванович Гойлов (1856—1913) — сын Ивана Гойлова и Марии Караймли. С 1891 года владел сёлами Попенки и Зозуляны. В 1908 году проживал в отеле Лондон в Кишиневе. Скончался в 1913 году и завещал каждому из селян, что служили у него, выдать по тысяче карбованцев. Получателями числилось за двести человек. Кроме того, подарил людям 250 десятин благодатной земли. Церкви и школе завещал по 3000 карбованцев. Управляющему Манисалы, что с малого служил у него, — 2000 десятин[17]. Дети — Елизавета, Мария и Григорий.
  - Елизавета Эммануиловна Гойлова
  - Мария Эммануиловна Гойлова
  - Григорий Эммануилович Гойлов (р. 1895) В 1946 году осужден на 10 лет исправительно-трудовых лагерей[18].

Могилы Гойловых в селе Пэулешть.
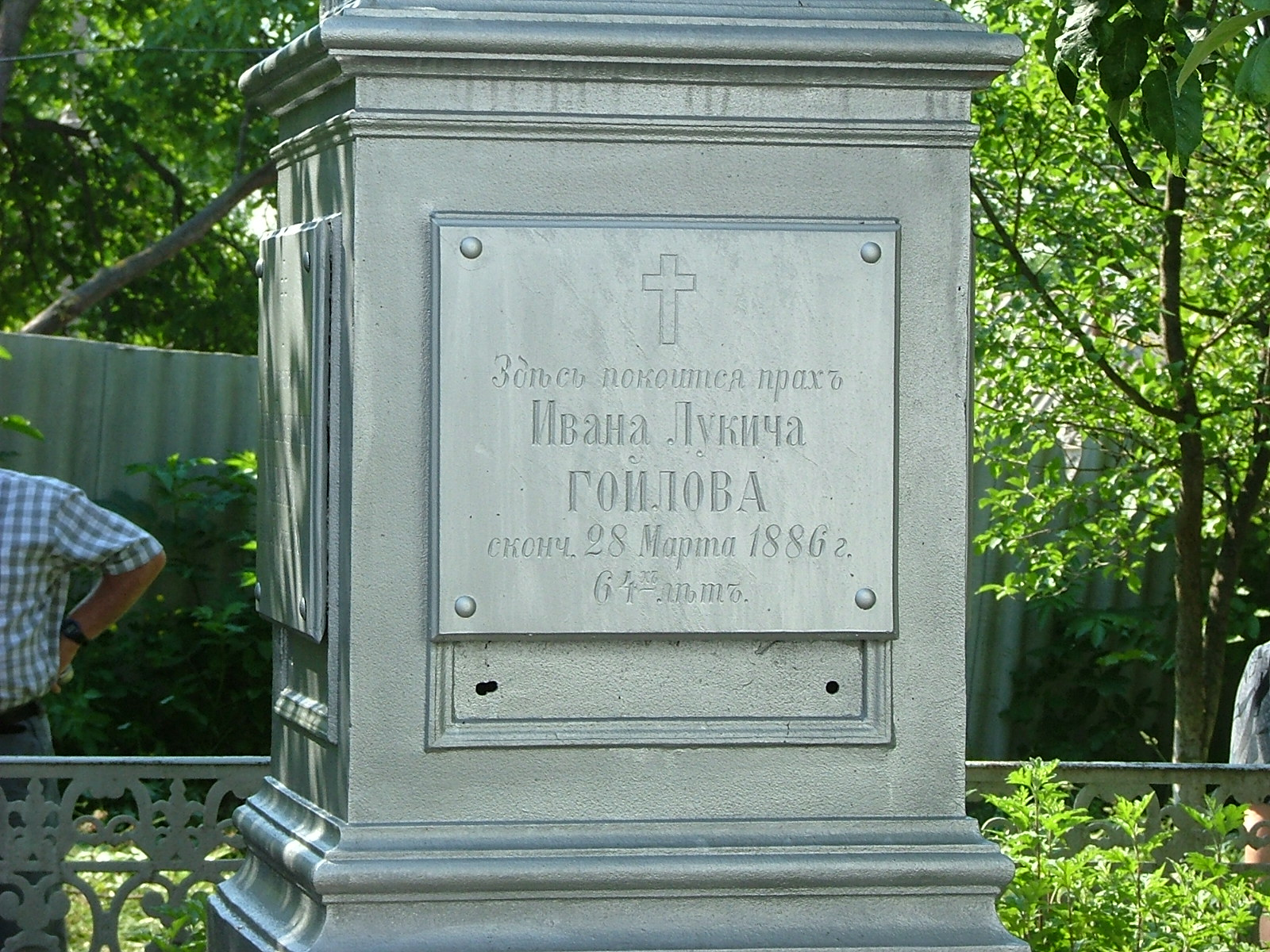
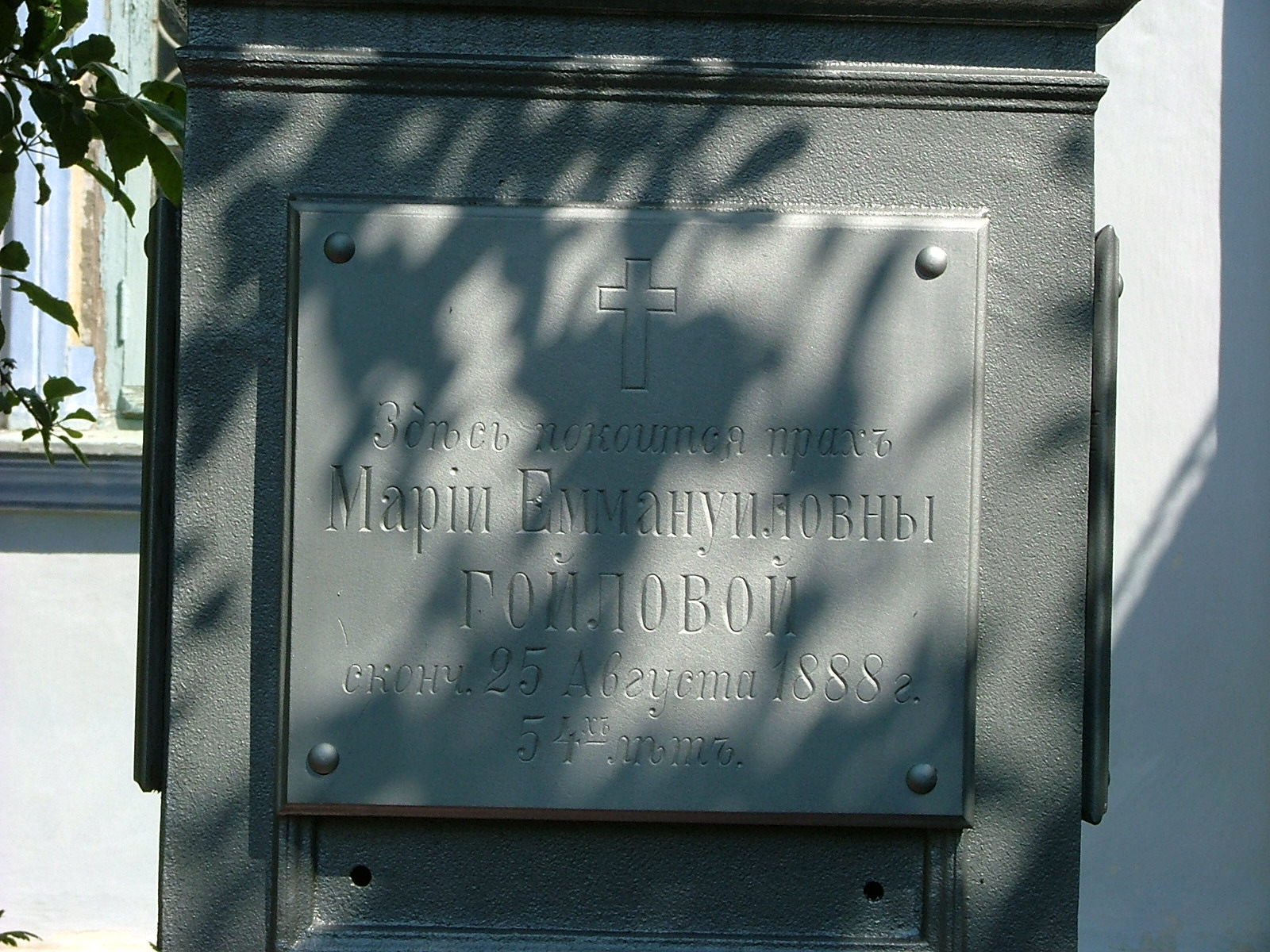
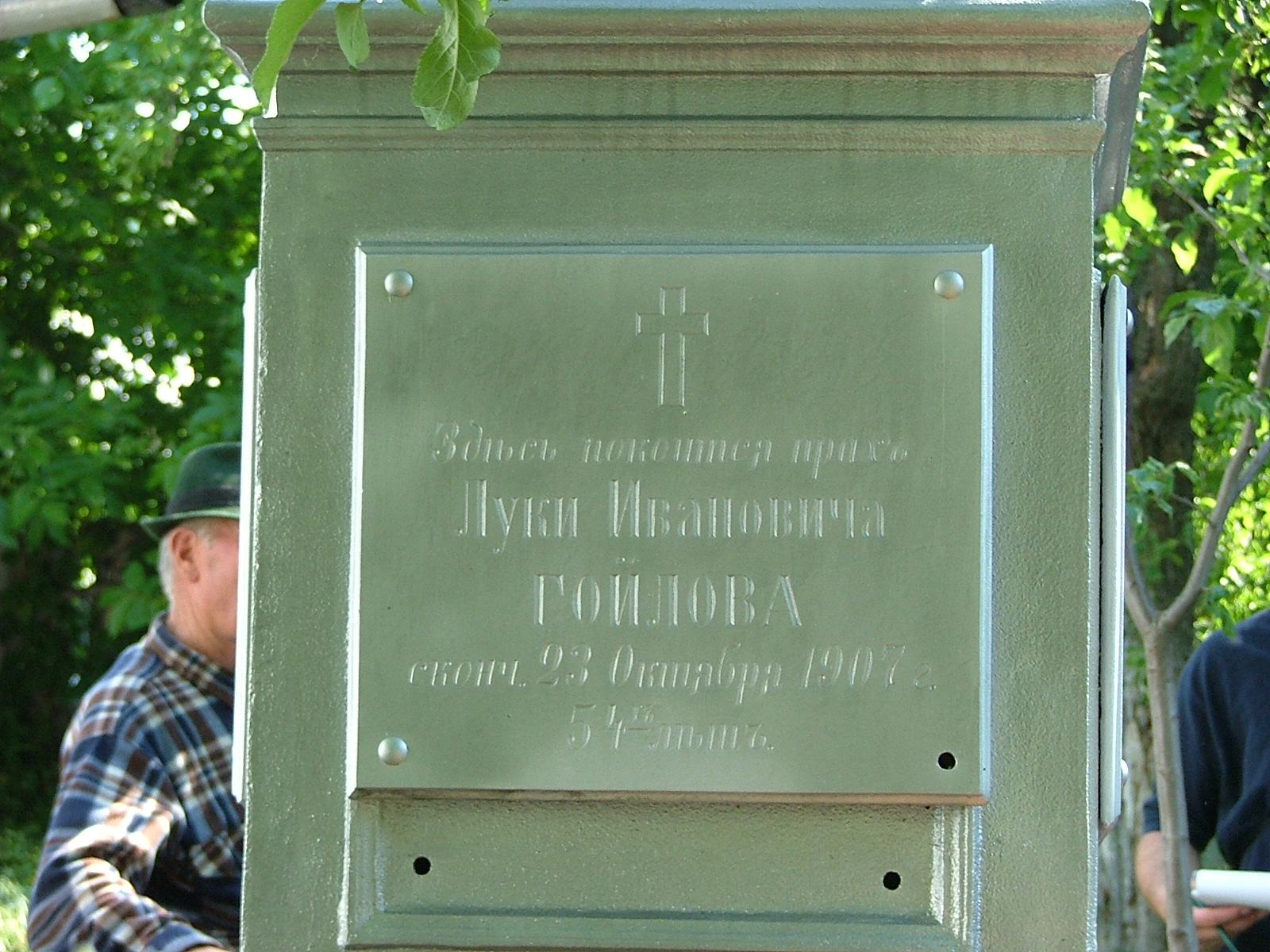

### Ветвь Герасима Лукича Гойлова
Герасим Лукич Гойлов (5 февраля 1825—1874) — Сын Луки Гойлова и Марии Хеул. Окончил Императорский Санкт-Петербургский университет в 1848 году, подданный Российской империи с 1849 года по отцу. В 1859 году приобрел земли в городе Виноградове — 1500 гектар в Коломийском повете, Галиция. Владел пятью домами, виноградниками и 11 магазинами в селе Ботошани, землями в сёлах Цибирика и Ходжинешть, дворянин с 1857 года. Женился на Елене Охановой, дочери графа Аведиса Исая Оханова и Султаны Никитаны Буиуклиу (Пейеглян) в 1853 году в Кишиневе.
- Мария Герасимовная Гойлова (1857—1863).
- Евгения Герасимовна Гойлова (29 сентября 1861 — 24 февраля 1945) — дочь Герасима Гойлова и Елены Охановой. Дворянка с 1898 года, с 1907 года жила в Кишиневе, в доме Гойловых на улице Махайловской. Была сильной женщиной, одной рукой правящая 6 лошадей, а другой стрелявшая волков[20]. Вышла замуж за своего дядю — графа Николая Оханова, скончавшегося от туберкулёза в 43 года в селе Тигеч.
- Екатерина Герасимовна Гойлова (1865—1942).
- Жан (Jean) Герасимович Гойлов (1870—1893).

### Ветвь Кристи-Давида Лукича Гойлова
Кристя-Давид Лукич Гойлов — первый владелец имения Рынгилешть. Окончил Халибовское армянское училище, доктор права, сенатор, председатель суда, видный деятель Партии Консерваторов. Был женат на Марии Ферхат из Фокшань. Начал мелким торговцем в Кишиневе, но вскоре завоевал доверие Михаила Стурдзы, вернулся в Ботошань и стал арендатором в его имении Флэмынзь. За отличное управление имением Кристе-Давиду был жалован титул боярина, а в 1845 году он возведен в чин сердара. Доход, накопленный за 20 лет управления имением Стурдзы, позволил в 1865 году выкупить за 60000 золотых у помещика Александра Балша имение Рынгилешть площадью 3200 гектар. Кристя-Давид заложил основу для развития будущей аграрной империи Гойловых. По началу делами управляли все пятеро братьев, но вскоре Аритон и Штефан отошли от дел и перебрались поближе к городу в имения, оставив имение Георгию, Богдану и Жану.
- Штефан Кристя-Давид Гойлов — сенатор.
- Богдан Кристя-Давид Гойлов ( — 1910) — управляющий в семейном имении Рынгилешть.
- Аритон Кристя-Давид Гойлов — сенатор.
- Георгий Кристя-Давид Гойлов (1843—1899) — управляющий в семейном имении Рынгилешть, заведовал зоотехникой, перед смертью завещал свою долю в имении братьям Богдану и Жану.
- Жан Кристя-Давид Гойлов — юрист, окончил университеты Женевы и Брюсселя. Сенатор, председатель суда, последний управляющий в семейном имении Рынгилешть, заведовал агрикультурами. С 1910 года, после смерти брата Богдана, единственный наследник имения. В 1916 году сдал часть поместья деревенской общине, а в 1919 всё имение было экспроприировано. Похоронен на армянском кладбище в Ботошань.
  - Мария Жан Пай (Гойлова) (1887 — 24 апреля 1929) — окончила Мюнхенский пансионат, вышла замуж за британца Филиппа Пая 6 декабря 1916 года. Похоронена на армянском кладбище в Ботошань[4].

### Прочие ветви
Гаспар Лукич Гойлов — сердар.
Теодор Лукич Гойлов — сердар.
- Григорий Теодор Гойлов[23][24] (1850—1920) — философ, публицист, политик. Родился в селе Ботошань в декабре 1850 года. Окончил Черновицкий университет, ученик Арона Пумнула. Одноклассник поэта Михая Еминеску. Окончил факультет права в Страссбурге и Вене, философии и естественных наук в Мюнхене, там же окончил Академию искусств. Директор института благородных девиц в Ботошань, советник, помощник примара, коллежский секретарь и советник в Сучаве, сенатор. Вице-председатель музыкальной ассоциации «Армоние», руководитель концертного зала, член Культурной Лиги Сучавы и т. д. Внес значительный вклад в историю Румынии, автор многочисленных переводов научных работ. Построил первую типографию в Ботошань. Похоронен на армянском кладбище.

Валериан Лукич Гойлов — кэминар.
Антоний Лукич Гойлов — кэминар, был женат на Рипсимэ из семьи Барона Капри.
- Дионисий Антонович Гойлов (1862—1926) — медик, учился в Черновецком университете, Яссах и Вене. Работал врачом в городе Ботошань. Во время Второй балканской войны служил врачом в 29 полку «Доробанць», награждён[25].